# Federaal Departement van Defensie, Volksverdediging en Sport
Het Federaal Departement van Defensie, Volksverdediging en Sport (Duits: Eidgenössisches Departement für Verteidigung, Bevölkerungsschutz und Sport (VBS), Frans: Département fédéral de la défense, de la protection de la population et des sports (DDPS), Italiaans: Dipartimento federale della difesa, della protezione della popolazione e dello sport (DDPS)) is een van de zeven federale departementen in Zwitserland.
Het huidige hoofd van het Federaal Departement van Defensie, Volksverdediging en Sport is Bondsraadlid Viola Amherd. Amherd is tevens de eerste vrouw aan het hoofd van dit departement.

## Benaming
Sinds de oprichting van het departement in 1848 kende het volgende benamingen:
| Periode    | Benaming                                                     |
| ---------- | ------------------------------------------------------------ |
| 1848-1979  | Departement van Militaire Zaken                              |
| 1979-1998  | Federaal Departement van Militaire Zaken                     |
| 1998-heden | Federaal Departement van Defensie, Volksverdediging en Sport |

## Structuur
Volgende instanties en bevoegdheden vallen onder het Federaal Departement van Defensie, Volksverdediging en Sport:
- Defensie (Schweizer Armee, l'armée suisse, esercito svizzero)
- Bevolkingsbescherming (Bevölkerungsschutz, la protection de la population, protezione della popolazione)
- Sport (Bundesamt für Sport BASPO, L’Office fédéral du sport OFSPO, ufficio federale dello sport UFSPO)
- Armasuisse, verantwoordelijk voor onderzoek, evaluatie, inkoop en liquidatie van materiaal voor het Zwitsers leger
- Secretariaat-Generaal (Generalsekretariat VBS, secrétariat général du DDPS, segreteria generale del DDPS)
- Militaire justitie (bovenste auditoraat) (Oberauditorat/Militärjustiz, Office de l'auditeur en chef/Justice militaire, Ufficio dell'uditore in capo /Giustizia militare)
- Strategische geheimdienst (Strategische Nachrichtendienst SND, service de renseignement stratégique SRS, servizio informazioni strategico SIS)
- Directie voor veiligheidspolitiek (Direktion für Sicherheitspolitik DSP, Direction de la politique de sécurité DPS, Direzione della politica di sicurezza DPS)

## Departementshoofden
De volgende leden van de Bondsraad waren hoofd van het Federaal Departement van Defensie, Volksverdediging en Sport:
| Periode    | Hoofd                   |
| ---------- | ----------------------- |
| 1848-1854  | Ulrich Ochsenbein       |
| 1855-1859  | Friedrich Frey-Herosé   |
| 1860-1861  | Jakob Stämpfli          |
| 1862       | Constant Fornerod       |
| 1863       | Jakob Stämpfli          |
| 1864-1866  | Constant Fornerod       |
| 1867-1868  | Emil Welti              |
| 1869       | Victor Ruffy            |
| 1870-1871  | Emil Welti              |
| 1872       | Paul Cérésole           |
| 1873-1875  | Emil Welti              |
| 1876-1878  | Johann Jakob Scherer    |
| 1879-1888  | Wilhelm Hertenstein     |
| 1889-1890  | Walter Hauser           |
| 1891-1897  | Emil Frey               |
| 1897-1898  | Eduard Müller           |
| 1899       | Eugène Ruffy            |
| 1900-1906  | Eduard Müller           |
| 1907       | Ludwig Forrer           |
| 1908-1911  | Eduard Müller           |
| 1912-1913  | Arthur Hoffmann         |
| 1914-1919  | Camille Decoppet        |
| 1920-1929  | Karl Scheurer           |
| 1930-1940  | Rudolf Minger           |
| 1940-1954  | Karl Kobelt             |
| 1955-1966  | Paul Chaudet            |
| 1967-1968  | Nello Celio             |
| 1968-1979  | Rudolf Gnägi            |
| 1980-1983  | Georges-André Chevallaz |
| 1984-1986  | Jean-Pascal Delamuraz   |
| 1987-1989  | Arnold Koller           |
| 1989-1995  | Kaspar Villiger         |
| 1996-2000  | Adolf Ogi               |
| 2001-2008  | Samuel Schmid           |
| 2009-2015  | Ueli Maurer             |
| 2016-2018  | Guy Parmelin            |
| 2019-heden | Viola Amherd            |